# Europees kampioenschap voetbal mannen onder 17 - 2009 (kwalificatie)
Het kwalificatietoernooi voor het Europees kampioenschap voetbal onder 17 voor mannen was een toernooi dat duurde van 15 september 2008 tot 31 maart 2009. Dit toernooi zou bepalen welke 7 landen zich kwalificeerden voor het Europees kampioenschap voetbal mannen onder 17 van 2009.
Het toernooi werd verdeeld over twee rondes. De eerste ronde werd de kwalificatieronde genoemd. De tweede ronde heet de eliteronde. Duitsland hoefde niet deel te nemen, zij waren als gastland automatisch gekwalificeerd.

## Gekwalificeerde landen
| Land        | Gekwalificeerd als          | Beste prestatie         |
| ----------- | --------------------------- | ----------------------- |
| Duitsland   | Gastland                    | Vierde (20056)          |
| Spanje      | Eliteronde: Winnaar groep 1 | Kampioen (2007 en 2008) |
| Nederland   | Eliteronde: Winnaar groep 2 | Tweede (2005)           |
| Italië      | Eliteronde: Winnaar groep 3 | Derde (2005)            |
| Frankrijk   | Eliteronde: Winnaar groep 4 | Kampioen (2004)         |
| Zwitserland | Eliteronde: Winnaar groep 5 | Kampioen (2002)         |
| Engeland    | Eliteronde: Winnaar groep 6 | Tweede (2007)           |
| Turkije     | Eliteronde: Winnaar groep 7 | Kampioen (2005)         |

## Kwalificatieronde

### Groep 1
De wedstrijden werden gespeeld tussen 18 en 23 september 2008 in Liechtenstein.
| Pos | Team          | Wed | W | G | V | Ptn | DV | DT | +/− | Kwalificatie                  |   | AUT | BEL | NIR | LIE  |
| --- | ------------- | --- | - | - | - | --- | -- | -- | --- | ----------------------------- | - | --- | --- | --- | ---- |
| 1   | Oostenrijk    | 3   | 3 | 0 | 0 | 9   | 14 | 0  | +14 | Geplaatst voor de eliteronde. |   | —   | 2–0 | 1–0 | 11–0 |
| 2   | België        | 3   | 2 | 0 | 1 | 6   | 7  | 4  | +3  | Geplaatst voor de eliteronde. |   | —   | —   | 2–0 | 5–2  |
| 3   | Noord-Ierland | 3   | 1 | 0 | 2 | 3   | 1  | 3  | −2  |                               |   | —   | —   | —   | 1–0  |
| 4   | Liechtenstein | 3   | 0 | 0 | 3 | 0   | 2  | 17 | −15 |                               | — | —   | —   | —   |      |

### Groep 2
De wedstrijden werden gespeeld tussen 21 en 26 september 2008 in Israël.
| Pos | Team       | Wed | W | G | V | Ptn | DV | DT | +/− | Kwalificatie                  |   | DEN | ROU | ISR | LTU |
| --- | ---------- | --- | - | - | - | --- | -- | -- | --- | ----------------------------- | - | --- | --- | --- | --- |
| 1   | Denemarken | 3   | 3 | 0 | 0 | 9   | 10 | 2  | +8  | Geplaatst voor de eliteronde. |   | —   | 3–0 | 4–1 | 3–1 |
| 2   | Roemenië   | 3   | 2 | 0 | 1 | 6   | 7  | 4  | +3  | Geplaatst voor de eliteronde. |   | —   | —   | 2–1 | 5–0 |
| 3   | Israël     | 3   | 1 | 0 | 2 | 3   | 5  | 7  | −2  |                               |   | —   | —   | —   | 3–1 |
| 4   | Litouwen   | 3   | 0 | 0 | 3 | 0   | 2  | 11 | −9  |                               | — | —   | —   | —   |     |

### Groep 3
De wedstrijden werden gespeeld tussen 22 en 27 september 2008 in Hongarije.
| Pos | Team                  | Wed | W | G | V | Ptn | DV | DT | +/− | Kwalificatie                  |  | CZE | HUN | GEO | BIH |
| --- | --------------------- | --- | - | - | - | --- | -- | -- | --- | ----------------------------- |  | --- | --- | --- | --- |
| 1   | Tsjechië              | 3   | 2 | 1 | 0 | 7   | 5  | 3  | +2  | Geplaatst voor de eliteronde. |  | —   | 0–0 | 3–2 | 2–1 |
| 2   | Hongarije             | 3   | 1 | 2 | 0 | 5   | 3  | 2  | +1  | Geplaatst voor de eliteronde. |  | —   | —   | 2–2 | 1–0 |
| 3   | Georgië               | 3   | 1 | 1 | 1 | 4   | 5  | 5  | 0   | Geplaatst voor de eliteronde. |  | —   | —   | —   | 1–0 |
| 4   | Bosnië en Herzegovina | 3   | 0 | 0 | 3 | 0   | 1  | 4  | −3  |                               |  | —   | —   | —   | —   |

### Groep 4
De wedstrijden werden gespeeld tussen 15 en 20 september 2008 in Portugal.
| Pos | Team       | Wed | W | G | V | Ptn | DV | DT | +/− | Kwalificatie                  |  | POR | WAL | KAZ | FAR |
| --- | ---------- | --- | - | - | - | --- | -- | -- | --- | ----------------------------- |  | --- | --- | --- | --- |
| 1   | Portugal   | 3   | 3 | 0 | 0 | 9   | 10 | 3  | +7  | Geplaatst voor de eliteronde. |  | —   | 4–2 | 2–0 | 4–1 |
| 2   | Wales      | 3   | 1 | 0 | 2 | 3   | 6  | 7  | −1  | Geplaatst voor de eliteronde. |  | —   | —   | 0–2 | 4–1 |
| 3   | Kazachstan | 3   | 1 | 0 | 2 | 3   | 3  | 4  | −1  | Geplaatst voor de eliteronde. |  | —   | —   | —   | 2–1 |
| 4   | Faeröer    | 3   | 1 | 0 | 2 | 3   | 4  | 9  | −5  |                               |  | —   | —   | —   | —   |

### Groep 5
De wedstrijden werden gespeeld tussen 26 september en 1 oktober 2008 in Luxemburg.
| Pos | Team        | Wed | W | G | V | Ptn | DV | DT | +/− | Kwalificatie                  |   | GRE | LUX | IRL | AND |
| --- | ----------- | --- | - | - | - | --- | -- | -- | --- | ----------------------------- | - | --- | --- | --- | --- |
| 1   | Griekenland | 3   | 2 | 1 | 0 | 7   | 5  | 0  | +5  | Geplaatst voor de eliteronde. |   | —   | 0–0 | 1–0 | 4–0 |
| 2   | Luxemburg   | 3   | 1 | 2 | 0 | 5   | 4  | 2  | +2  | Geplaatst voor de eliteronde. |   | —   | —   | 1–1 | 3–1 |
| 3   | Ierland     | 3   | 1 | 1 | 1 | 4   | 6  | 3  | +3  |                               |   | —   | —   | —   | 5–1 |
| 4   | Andorra     | 3   | 0 | 0 | 3 | 0   | 2  | 12 | −10 |                               | — | —   | —   | —   |     |

### Groep 6
De wedstrijden werden gespeeld tussen 20 en 25 oktober 2008 in Kroatië.
| Pos | Team     | Wed | W | G | V | Ptn | DV | DT | +/− | Kwalificatie                  |   | CRO | SRB | SWE | MDA |
| --- | -------- | --- | - | - | - | --- | -- | -- | --- | ----------------------------- | - | --- | --- | --- | --- |
| 1   | Kroatië  | 3   | 3 | 0 | 0 | 9   | 6  | 1  | +5  | Geplaatst voor de eliteronde. |   | —   | 2–1 | 1–0 | 3–0 |
| 2   | Servië   | 3   | 2 | 0 | 1 | 6   | 8  | 2  | +6  | Geplaatst voor de eliteronde. |   | —   | —   | 2–0 | 5–0 |
| 3   | Zweden   | 3   | 1 | 0 | 2 | 3   | 4  | 4  | 0   |                               |   | —   | —   | —   | 4–1 |
| 4   | Moldavië | 3   | 0 | 0 | 3 | 0   | 1  | 12 | −11 |                               | — | —   | —   | —   |     |

### Groep 7
De wedstrijden werden gespeeld tussen 24 en 29 september 2008 in IJsland.
| Pos | Team        | Wed | W | G | V | Ptn | DV | DT | +/− | Kwalificatie                  |   | NOR | SUI | UKR | ISL |
| --- | ----------- | --- | - | - | - | --- | -- | -- | --- | ----------------------------- | - | --- | --- | --- | --- |
| 1   | Noorwegen   | 3   | 1 | 2 | 0 | 5   | 4  | 0  | +4  | Geplaatst voor de eliteronde. |   | —   | 0–0 | 4–0 | 0–0 |
| 2   | Zwitserland | 3   | 1 | 2 | 0 | 5   | 2  | 1  | +1  | Geplaatst voor de eliteronde. |   | —   | —   | 0–0 | 2–1 |
| 3   | Oekraïne    | 3   | 1 | 1 | 1 | 4   | 2  | 5  | −3  |                               |   | —   | —   | —   | 2–1 |
| 4   | IJsland     | 3   | 0 | 1 | 2 | 1   | 2  | 4  | −2  |                               | — | —   | —   | —   |     |

### Groep 8
De wedstrijden werden gespeeld tussen 22 en 27 september 2008 in Polen.
| Pos | Team         | Wed | W | G | V | Ptn | DV | DT | +/− | Kwalificatie                  |   | POL | AZE | BUL | MNE |
| --- | ------------ | --- | - | - | - | --- | -- | -- | --- | ----------------------------- | - | --- | --- | --- | --- |
| 1   | Polen        | 3   | 3 | 0 | 0 | 9   | 4  | 0  | +4  | Geplaatst voor de eliteronde. |   | —   | 2–0 | 1–0 | 1–0 |
| 2   | Azerbeidzjan | 3   | 1 | 1 | 1 | 4   | 5  | 5  | 0   | Geplaatst voor de eliteronde. |   | —   | —   | 3–1 | 2–2 |
| 3   | Bulgarije    | 3   | 1 | 0 | 2 | 3   | 3  | 5  | −2  |                               |   | —   | —   | —   | 2–1 |
| 4   | Montenegro   | 3   | 0 | 1 | 2 | 1   | 3  | 5  | −2  |                               | — | —   | —   | —   |     |

### Groep 9
De wedstrijden werden gespeeld tussen 23 en 28 oktober 2008 in Italië.
| Pos | Team      | Wed | W | G | V | Ptn | DV | DT | +/− | Kwalificatie                  |   | NED | ITA | LAT | CYP |
| --- | --------- | --- | - | - | - | --- | -- | -- | --- | ----------------------------- | - | --- | --- | --- | --- |
| 1   | Nederland | 3   | 2 | 1 | 0 | 7   | 8  | 2  | +6  | Geplaatst voor de eliteronde. |   | —   | 5–2 | 3–0 | 0–0 |
| 2   | Italië    | 3   | 2 | 0 | 1 | 6   | 6  | 6  | 0   | Geplaatst voor de eliteronde. |   | —   | —   | 3–1 | 1–0 |
| 3   | Letland   | 3   | 1 | 0 | 2 | 3   | 3  | 6  | −3  |                               |   | —   | —   | —   | 2–0 |
| 4   | Cyprus    | 3   | 0 | 1 | 2 | 1   | 0  | 3  | −3  |                               | — | —   | —   | —   |     |

### Groep 10
De wedstrijden werden gespeeld tussen 23 en 28 september 2008 in Finland.
| Pos | Team            | Wed | W | G | V | Ptn | DV | DT | +/− | Kwalificatie                  |   | FIN | BLR | MKD | ALB |
| --- | --------------- | --- | - | - | - | --- | -- | -- | --- | ----------------------------- | - | --- | --- | --- | --- |
| 1   | Finland         | 3   | 3 | 0 | 0 | 9   | 8  | 2  | +6  | Geplaatst voor de eliteronde. |   | —   | 2–1 | 2–1 | 4–0 |
| 2   | Wit-Rusland     | 3   | 1 | 1 | 1 | 4   | 8  | 2  | +6  | Geplaatst voor de eliteronde. |   | —   | —   | 0–0 | 7–0 |
| 3   | Noord-Macedonië | 3   | 0 | 2 | 1 | 2   | 4  | 5  | −1  |                               |   | —   | —   | —   | 3–3 |
| 4   | Albanië         | 3   | 0 | 1 | 2 | 1   | 3  | 14 | −11 |                               | — | —   | —   | —   |     |

### Groep 11
De wedstrijden werden gespeeld tussen 26 september en 1 oktober 2008 in Frankrijk.
| Pos | Team       | Wed | W | G | V | Ptn | DV | DT | +/− | Kwalificatie                  |   | FRA | SCO | SVK | SMR |
| --- | ---------- | --- | - | - | - | --- | -- | -- | --- | ----------------------------- | - | --- | --- | --- | --- |
| 1   | Frankrijk  | 3   | 2 | 1 | 0 | 7   | 7  | 3  | +4  | Geplaatst voor de eliteronde. |   | —   | 3–2 | 1–1 | 3–0 |
| 2   | Schotland  | 3   | 2 | 0 | 1 | 6   | 8  | 4  | +4  | Geplaatst voor de eliteronde. |   | —   | —   | 3–1 | 3–0 |
| 3   | Slowakije  | 3   | 1 | 1 | 1 | 4   | 5  | 4  | +1  |                               |   | —   | —   | —   | 3–0 |
| 4   | San Marino | 3   | 0 | 0 | 3 | 0   | 0  | 9  | −9  |                               | — | —   | —   | —   |     |

### Groep 12
De wedstrijden werden gespeeld tussen 25 en 30 september 2008 in Rusland.
| Pos | Team     | Wed | W | G | V | Ptn | DV | DT | +/− | Kwalificatie                  |   | TUR | SLO | RUS | MLT |
| --- | -------- | --- | - | - | - | --- | -- | -- | --- | ----------------------------- | - | --- | --- | --- | --- |
| 1   | Turkije  | 3   | 2 | 1 | 0 | 7   | 9  | 6  | +3  | Geplaatst voor de eliteronde. |   | —   | 4–3 | 3–3 | 2–0 |
| 2   | Slovenië | 3   | 2 | 0 | 1 | 6   | 5  | 4  | +1  | Geplaatst voor de eliteronde. |   | —   | —   | 1–0 | 1–0 |
| 3   | Rusland  | 3   | 1 | 1 | 1 | 4   | 5  | 4  | +1  |                               |   | —   | —   | —   | 2–0 |
| 4   | Malta    | 3   | 0 | 0 | 3 | 0   | 0  | 5  | −5  |                               | — | —   | —   | —   |     |

### Groep 13
De wedstrijden werden gespeeld tussen 22 en 27 oktober 2008 in Spanje.
| Pos | Team     | Wed | W | G | V | Ptn | DV | DT | +/− | Kwalificatie                  |   | ESP | ENG | EST | ARM |
| --- | -------- | --- | - | - | - | --- | -- | -- | --- | ----------------------------- | - | --- | --- | --- | --- |
| 1   | Spanje   | 3   | 2 | 1 | 0 | 7   | 9  | 1  | +8  | Geplaatst voor de eliteronde. |   | —   | 1–1 | 6–0 | 2–0 |
| 2   | Engeland | 3   | 1 | 2 | 0 | 5   | 8  | 1  | +7  | Geplaatst voor de eliteronde. |   | —   | —   | 7–0 | 0–0 |
| 3   | Estland  | 3   | 1 | 0 | 2 | 3   | 1  | 13 | −12 |                               |   | —   | —   | —   | 1–0 |
| 4   | Armenië  | 3   | 0 | 1 | 2 | 1   | 0  | 3  | −3  |                               | — | —   | —   | —   |     |

### Ranking nummers 3
De twee beste nummers drie kwalificeren zich voor de eliteronde. Hierbij worden alleen de wedstrijden tegen nummers 1 en 2 uit de groep meegerekend.
| Team            | Grp | W | D | L | GF | GA | GD  | Pts |
| --------------- | --- | - | - | - | -- | -- | --- | --- |
| Kazachstan      | 4   | 1 | 0 | 1 | 2  | 2  | 0   | 3   |
| Georgië         | 3   | 0 | 1 | 1 | 4  | 5  | −1  | 1   |
| Rusland         | 12  | 0 | 1 | 1 | 3  | 4  | −1  | 1   |
| Ierland         | 5   | 0 | 1 | 1 | 1  | 2  | −1  | 1   |
| Noord-Macedonië | 10  | 0 | 1 | 1 | 1  | 2  | −1  | 1   |
| Slowakije       | 11  | 0 | 1 | 1 | 2  | 4  | −2  | 1   |
| Oekraïne        | 7   | 0 | 1 | 1 | 0  | 4  | −4  | 1   |
| Bulgarije       | 8   | 0 | 0 | 2 | 1  | 4  | −3  | 0   |
| Noord-Ierland   | 1   | 0 | 0 | 2 | 0  | 3  | −3  | 0   |
| Zweden          | 6   | 0 | 0 | 2 | 0  | 3  | −3  | 0   |
| Israël          | 2   | 0 | 0 | 2 | 2  | 6  | −4  | 0   |
| Letland         | 9   | 0 | 0 | 2 | 1  | 6  | −5  | 0   |
| Estland         | 13  | 0 | 0 | 2 | 0  | 13 | −13 | 0   |

## Loting eliteronde
De loting vond plaats op 4 december 2008 op het hoofdkantoor van de UEFA in Nyon, Zwitserland. De deelnemende landen werden verdeeld over vier potten (A tot en met D). In iedere pot zeven landen.
| Pot A                                                       | Pot B                                                             | Pot C                                                        | Pot D                                                                   |
| ----------------------------------------------------------- | ----------------------------------------------------------------- | ------------------------------------------------------------ | ----------------------------------------------------------------------- |
| Oostenrijk Denemarken Portugal Finland Kroatië Polen Spanje | Nederland Griekenland Frankrijk Turkije Tsjechië Servië Schotland | Roemenië België Slovenië Italië Engeland Noorwegen Luxemburg | Hongarije Zwitserland Wit-Rusland Azerbeidzjan Georgië Wales Kazachstan |

## Eliteronde

### Groep 1
De wedstrijden werden gespeeld tussen 26 en 31 maart 2009 in Griekenland.
| Pos | Team        | Wed | W | G | V | Ptn | DV | DT | +/− | Kwalificatie                      |   | SUI | POL | GRE | SLO |
| --- | ----------- | --- | - | - | - | --- | -- | -- | --- | --------------------------------- | - | --- | --- | --- | --- |
| 1   | Zwitserland | 3   | 2 | 1 | 0 | 7   | 8  | 1  | +7  | Geplaatst voor het hoofdtoernooi. |   | —   | 1–0 | 1–1 | 6–0 |
| 2   | Polen       | 3   | 2 | 0 | 1 | 6   | 4  | 2  | +2  |                                   |   | —   | —   | 2–1 | 2–0 |
| 3   | Griekenland | 3   | 1 | 1 | 1 | 4   | 4  | 3  | +1  |                                   | — | —   | —   | 2–0 |     |
| 4   | Slovenië    | 3   | 0 | 0 | 3 | 0   | 0  | 10 | −10 |                                   | — | —   | —   | —   |     |

### Groep 2
De wedstrijden werden gespeeld tussen 12 en 17 maart 2009 in Spanje.
| Pos | Team       | Wed | W | G | V | Ptn | DV | DT | +/− | Kwalificatie                      |   | ESP | BEL | CZE | KAZ |
| --- | ---------- | --- | - | - | - | --- | -- | -- | --- | --------------------------------- | - | --- | --- | --- | --- |
| 1   | Spanje     | 3   | 2 | 1 | 0 | 7   | 5  | 3  | +2  | Geplaatst voor het hoofdtoernooi. |   | —   | 2–2 | 1–0 | 2–1 |
| 2   | België     | 3   | 1 | 2 | 0 | 5   | 9  | 4  | +5  |                                   |   | —   | —   | 2–2 | 5–0 |
| 3   | Tsjechië   | 3   | 1 | 1 | 1 | 4   | 5  | 3  | +2  |                                   | — | —   | —   | 3–0 |     |
| 4   | Kazachstan | 3   | 0 | 0 | 3 | 0   | 1  | 10 | −9  |                                   | — | —   | —   | —   |     |

### Groep 3
De wedstrijden werden gespeeld tussen 19 en 24 maart 2009 in Luxemburg.
| Pos | Team         | Wed | W | G | V | Ptn | DV | DT | +/− | Kwalificatie                      |   | NED | CRO | AZE | LUX |
| --- | ------------ | --- | - | - | - | --- | -- | -- | --- | --------------------------------- | - | --- | --- | --- | --- |
| 1   | Nederland    | 3   | 3 | 0 | 0 | 9   | 8  | 0  | +8  | Geplaatst voor het hoofdtoernooi. |   | —   | 3–0 | 1–0 | 4–0 |
| 2   | Kroatië      | 3   | 2 | 0 | 1 | 6   | 5  | 3  | +2  |                                   |   | —   | —   | 3–0 | 2–0 |
| 3   | Azerbeidzjan | 3   | 0 | 1 | 2 | 1   | 0  | 4  | −4  |                                   | — | —   | —   | 0–0 |     |
| 4   | Luxemburg    | 3   | 0 | 1 | 2 | 1   | 0  | 6  | −6  |                                   | — | —   | —   | —   |     |

### Groep 4
De wedstrijden werden gespeeld tussen 24 en 29 maart 2009 in Frankrijk.
| Pos | Team        | Wed | W | G | V | Ptn | DV | DT | +/− | Kwalificatie                      |   | FRA | NOR | BLR | DEN |
| --- | ----------- | --- | - | - | - | --- | -- | -- | --- | --------------------------------- | - | --- | --- | --- | --- |
| 1   | Frankrijk   | 3   | 2 | 1 | 0 | 7   | 5  | 1  | +4  | Geplaatst voor het hoofdtoernooi. |   | —   | 1–1 | 3–0 | 1–0 |
| 2   | Noorwegen   | 3   | 1 | 1 | 1 | 4   | 2  | 5  | −3  |                                   |   | —   | —   | 1–0 | 0–4 |
| 3   | Wit-Rusland | 3   | 1 | 0 | 2 | 3   | 2  | 5  | −3  |                                   | — | —   | —   | 2–1 |     |
| 4   | Denemarken  | 3   | 1 | 0 | 2 | 3   | 5  | 3  | +2  |                                   | — | —   | —   | —   |     |

### Groep 5
De wedstrijden werden gespeeld tussen 20 en 25 maart 2009 in Oostenrijk.
| Pos | Team       | Wed | W | G | V | Ptn | DV | DT | +/− | Kwalificatie                      |   | ITA | AUT | GEO | SCO |
| --- | ---------- | --- | - | - | - | --- | -- | -- | --- | --------------------------------- | - | --- | --- | --- | --- |
| 1   | Italië     | 3   | 3 | 0 | 0 | 9   | 6  | 2  | +4  | Geplaatst voor het hoofdtoernooi. |   | —   | 2–1 | 1–0 | 3–1 |
| 2   | Oostenrijk | 3   | 2 | 0 | 1 | 6   | 6  | 2  | +4  |                                   |   | —   | —   | 3–0 | 2–0 |
| 3   | Georgië    | 3   | 1 | 0 | 2 | 3   | 1  | 4  | −3  |                                   | — | —   | —   | 1–0 |     |
| 4   | Schotland  | 3   | 0 | 0 | 3 | 0   | 1  | 6  | −5  |                                   | — | —   | —   | —   |     |

### Groep 6
De wedstrijden werden gespeeld tussen 26 en 31 maart 2009 in Turkije.
| Pos | Team     | Wed | W | G | V | Ptn | DV | DT | +/− | Kwalificatie                      |   | TUR | WAL | ROU | FIN |
| --- | -------- | --- | - | - | - | --- | -- | -- | --- | --------------------------------- | - | --- | --- | --- | --- |
| 1   | Turkije  | 3   | 1 | 2 | 0 | 5   | 4  | 2  | +2  | Geplaatst voor het hoofdtoernooi. |   | —   | 2–2 | 0–0 | 2–0 |
| 2   | Wales    | 3   | 1 | 1 | 1 | 4   | 5  | 5  | 0   |                                   |   | —   | —   | 3–0 | 0–3 |
| 3   | Roemenië | 3   | 1 | 1 | 1 | 4   | 2  | 4  | −2  |                                   | — | —   | —   | 2–1 |     |
| 4   | Finland  | 3   | 1 | 0 | 2 | 3   | 4  | 4  | 0   |                                   | — | —   | —   | —   |     |

### Groep 7
De wedstrijden werden gespeeld tussen 25 en 30 maart 2009 in Hongarije.
| Pos | Team      | Wed | W | G | V | Ptn | DV | DT | +/− | Kwalificatie                      |   | ENG | SRB | POR | HUN |
| --- | --------- | --- | - | - | - | --- | -- | -- | --- | --------------------------------- | - | --- | --- | --- | --- |
| 1   | Engeland  | 3   | 3 | 0 | 0 | 9   | 5  | 1  | +4  | Geplaatst voor het hoofdtoernooi. |   | —   | 2–1 | 1–0 | 2–0 |
| 2   | Servië    | 3   | 2 | 0 | 1 | 6   | 5  | 4  | +1  |                                   |   | —   | —   | 3–2 | 1–0 |
| 3   | Portugal  | 3   | 1 | 0 | 2 | 3   | 3  | 4  | −1  |                                   | — | —   | —   | 1–0 |     |
| 4   | Hongarije | 3   | 0 | 0 | 3 | 0   | 0  | 4  | −4  |                                   | — | —   | —   | —   |     |

Jeugd-EK's: onder 21 · onder 19       Jeugd-WK's: onder 20 · onder 17